# 안드레 루이스 타바레스
안드레 루이스 타바레스(포르투갈어: André Luiz Tavares, 1983년 7월 30일 ~ )는 브라질 캄피나스 출신의 전 축구 선수이다. 과거 미드필더로 활약했으며, 안드레지뉴(Andrezinho)라는 이름을 사용하였다. 2004년부터 2007년까지 K리그의 포항 스틸러스에서 따바레즈라는 이름으로 활약하였다.

## 클럽 경력
2001년 유스팀이었던 CR 플라멩구에서 브라질 세리에 A에 데뷔하였고, 2004년에는 K-리그의 포항 스틸러스에 입단하였다. 특히 K-리그 2007에선 최고의 활약을 펼치며 그해 최우수 선수로 선정되기도 했다. 대한민국 출신 선수가 아닌 외국인이 최우수 선수가 된 것은 K-리그 2004 나드손에 이어 두 번째 일이었다.

## 국가대표팀 경력
U-17, U-20 대표팀으로 연달아 발탁되었다.

## 플레이 스타일
기본적으로 골키핑이 역대 k리거 중 원탑. 드리블시 2~3명의 수비를 달고 다니면서도 완벽한 볼 배급이 가능했으며 워낙 유연하고 영리 했기에 1~2명의 수비를 따돌리고 바보 만드는 일은 예사.
폭팔적인 스피드와 파워가 없음애도 특유의 삼바축구의 리듬과 유연성 그리고 창의력으로 모든 수비를 파괴시킴. 또 그의 주특기는 킥인데 수비수 압박이 있던 없던 언제 어디서든 완벽한 킬 패스가 가능 했음(환상적인 프리킥 골 및 어시스트가 많았음)

## 기타
따바레즈는 한참어린 20살 때 브라질에서 아시아라는 낯선 나라로(한국이라는 나라를 처음 들어 보았다고 함)도전을 하게 되었는데,이는 k리그에서도 거의 본 적이 없을 정도로 어린 유스 수준의 용병이였다.
프로에서 검증 되지 못했다고 영입 반대여론이 많았고 실제 영입 후 20살이라는 어린 브라질 선수의 영입에 도박이라는 비판이 주를 이루었다(그래서 첫 해는 임대)
그러나 최순호 감독의 결단으로 20살 어린 용병을 영입 하게 되었고 대박을 쳤다. 그 이후 포항은 유스 시스템을 장착하며 어린 선수를 발굴하며 키우는데 성공하게 된다.
아마도 최순호 감독은 아주 예전부터 유스시스템에 대한 관심이 많았던 것으로 사료되며 유스 정착에 관련된 부분은 굉장히 깨어 있던 인물로 각인되었다 한다.